# Різдвяний ярмарок

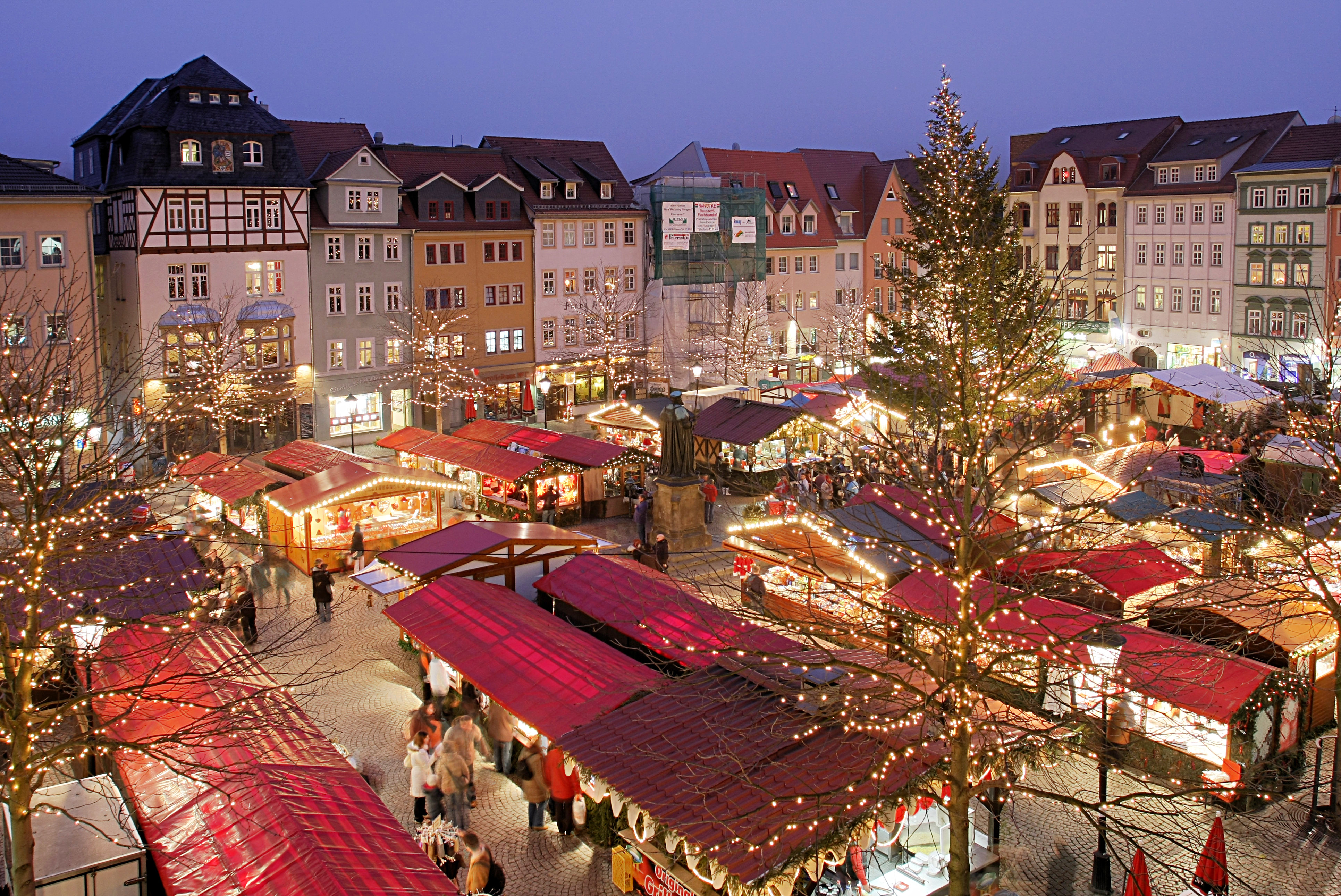
Різдвяний ярмарок в Єні

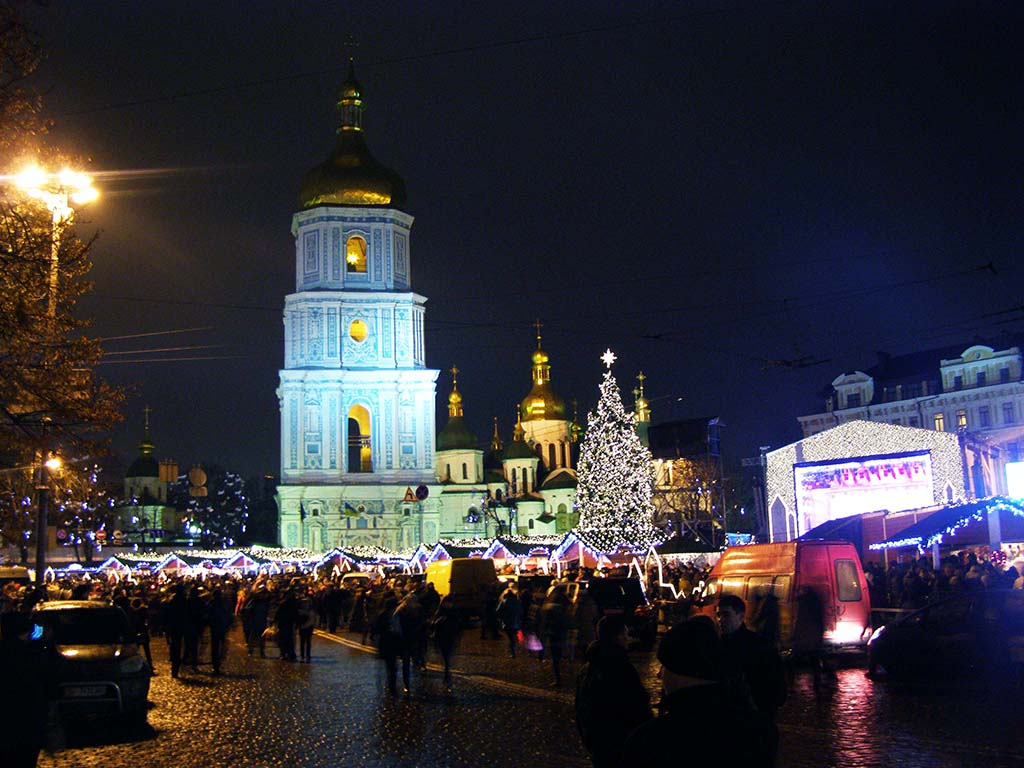
Різдвяний ярмарок на Софійській площі в Києві, 2014

Різдвя́ний я́рмарок (англ. Christmas market, нім. Weihnachtsmarkt, Christkindlesmarkt, Adventmarkt, Glühweinmarkt) — традиційний ярмарок, що влаштовується напередодні та протягом Різдвяних свят. Найпоширеніші в німецькомовних країнах, передовсім, Німеччині та Австрії, звідки вони поширилися на всю Європу та Північну Америку.

## Історія
Традиція виникла в Священній Римській імперії з проведення ярмарків, на яких міщани могли придбати всі потрібні товари на зиму. Ці ярмарки проводилися з початком холодів. Так, перша згадка про «Грудневий ярмарок» у Відні датується 1294 роком; Бауценський різдвяний ярмарок відомий з 1384 року, Дрезденський — з 1434 року. З часом зимові ярмарки стали невіддільним атрибутом Адвенту — передріздяного періоду в католиків; і поширилися на сусідні країни.
Різдвяний ярмарок являє собою торгові ряди, встановлені на вулицях і майданах (площах) у центрі міста. Традиційно, вони складаються з дерев'яних будиночків. В них продається традиційна різдвяна випічка, пряники, млинці, штолени, різноманітні смаколики, шоколадні фігурки, сливові чоловічки, солодка вата, смажені каштани і мигдаль, гарячі десерти. Від холоду пропонується глінтвейн і пунш. Також невід'ємним атрибутом різдвяних ярмарків є традиційні різдвяні товари: ялинкові прикраси, різдвяні сувеніри: шопки, різдвяні канделябри, різдвяні піраміди тощо.
Традиційно, різдвяні ярмарки мають культурну програму. Дітей часто зустрічає Санта Клаус з подарунками, гостей розважають виступи народних колективів, встановлюють шопки, в тому числі живі, різдвяні календарі. Невіддільними атрибутами є також різдвяна ялинка, святкова ілюмінація й атракціони.